# Stazione di Savona Marittima
La stazione di Savona Marittima nota anche come Savona Mare, è lo scalo ferroviario portuale a servizio dell'omonima città collegato alla linea per Ventimiglia tramite una linea dedicata, considerata da Rete Ferroviaria Italiana come senza traffico.

## Storia
Nel 1869 vengono chiesti dal Parlamento italiano 2 milioni di lire per la costruzione della stazione marittima savonese.

## Strutture e impianti
La stazione dispone di numerosi binari. 12 in area 1 e 7 in area 2 per la sosta e la movimentazione dei carri merci.

## Movimento
Le manovre ferroviarie all'interno delle aree portuali vengono effettuate Mercitalia Shunting & Terminal (ex Serfer), le tradotte tra Savona Parco Doria e Savona Marittima e viceversa sono a cura sia di Trenitalia che di Serfer.